# Dibromoacetilè
El dibromoacetilè és un compost orgànic constituït per una molècula d'acetilè en la qual s'han substituït els dos hidrògens per àtoms de brom.

## Producció
El dibromoacetilè es pot sintetitzar mitjançant la reacció d'1,1,2-tribromoetilè amb hidròxid de potassi (KOH). Aquest mètode per obtenir dibromoacetilè és perillós perquè pot ocasionar explosions.
Una altra manera de sintetitzar-lo és mesclant acetilè (C2H2) amb fenilliti (C6H5Li) a -50 °C per donar acetilur de liti, el qual, més tard reacciona amb brom per donar com a resultat el producte.
També es pot obtenir fent reaccionar acetilè amb hipobromit de sodi (NaOBr).

## Propietats
El dibromoacetilè és explosiu i sensitiu a l’aire. La seva aparença és d'un líquid clar. Té una olor molt forta, però forma un fum blanc a l’aire que després fa olor d'ozó, possiblement perquè forma ozó. El dibromoacetilè és lacrimogen.
La densitat d'aquest element és de 2,6±0,1 g/cm³, el seu punt d'ebullició és 125,3±23,0 °C a 760 mmHg de pressió i el punt de fusió és a -24 °C. La seva pressió de vapor és de 14,8±0,2 mmHg a 25 °C. L'entalpia de vaporització és de 34,8±3,0 kJ/mol, el seu punt d'inflamació es troba a 33,6±17,3 °C. L'índex de refracció és d'1,613 i la refractivitat és de 24,8±0,3 cm³. La polarització és de 9,8±0,5 × 10–24 cm³. La tensió superficial és de 55,2±3,0 dina/cm i finalment, el volum molar és de 71,2±3,0 cm³.
El dibromoacetilè pot ser polimeritzat a polidibromoacetilè emprant catalitzadors com el tetraclorur de titani (TiCl4) i el trietilalumini (Al2Et6). El polidibromoacetilè és negre, elèctricament conductor i estable a l’aire a més de 200 °C.
L’espectre infraroig té una absorció a 2185 cm-1 degut a l’estirament simètric de l’enllaç C≡C, 832 cm-1 l’estirament asimètric a l’enllaç C-Br, flexió de 311 cm-1 inclinant-se a BrCC en forma de Z, estirament simètric de 267 en tots els enllaços i 167 cm-1 per flexió en forma de carboni (C).

## Reaccions
El dibromoacetilè, a l’aire, espontàniament s'inflama produint un sutge negre amb una flama vermella. Quan el dibromoacetilè s'escalfa, explota cedint carbó i altres substàncies. Una reacció més lenta és mesclant-ho amb oxigen i aigua, donant com a resultat àcid oxàlic (H2C2O4) i àcid bromhídric (HBr) i altres substàncies que contenen brom (Br). Una reacció amb iodur d’hidrogen (HI) produeix dibromoiodoacetilè (C2HBr2I). El dibromoacetilè reacciona amb brom per crear tetrabromoetà (C2Br4).